# نهر كولدستريم
كولدستريم (بالإنجليزية: Coldstream River)‏ هو نهر يوجد بولاية نيوساوث ويلز، أستراليا.